# Gérard Wlérick
Pour les articles homonymes, voir Wlérick.
Gérard Wlérick, né le 24 février 1921 à Paris et mort le 28 janvier 2010 à Boulogne-Billancourt, est un astronome français. Il est le fils du sculpteur Robert Wlérick.
Gérard Wlérick fut résistant pendant la Seconde Guerre mondiale. Il s'est embarqué clandestinement le 21 juin 1940 à Saint-Jean-de-Luz, à bord du Sobieski, l'un des derniers bateaux qui transportaient en Grande-Bretagne les restes de l’Armée polonaise. Gérard Wlérick a servi dans le Pacifique et à Madagascar, puis dans la 1re D.F.L. en appui de la 13e demi-Brigade de la Légion-Étrangère.
La guerre terminée, il reprend ses études à l'École normale supérieure jusqu'en 1949. Il entre ensuite à l'observatoire de Paris, où il fera toute sa carrière, d'abord comme chercheur au CNRS, puis dans le cadre des Observatoires.
Spécialiste de l'instrumentation, il réalise en 1959, le coronomètre K, instrument destiné à étudier la composante électronique de la couronne solaire, et qui ensuite pendant 30 ans a été le prototype des coronomètres destinés à mesurer cette composante à partir du sol. Après un séjour à Boulder (Colorado), il s'associe au groupe d'André Lallemand et de Maurice Duchesne pour perfectionner la caméra électronique afin de l'appliquer à des programmes de cosmologie observationnelle. Il entretient des collaborations avec de nombreux scientifiques, parmi lesquels Jean Rösch, Albert Bijaoui, et Gérard Lelièvre. Avec la caméra électronique, en observant BL Lacertae, il apporte pour la première fois la preuve qu'un quasar est au centre d'une galaxie elliptique géante.
Toujours avec la caméra électronique, il fait des observations d'étoiles doubles serrées, mesure l'épaisseur optique des anneaux de Saturne, fait des identifications optiques de quasars, mesure la variabilité des images des lentilles gravitationnelles, étudie la structure fine de la galaxie proche 3C 120.
Avec Pierre Charvin et Jean Delhaye, il a proposé le site du Mauna Kea dans les îles Hawaii pour y implanter un télescope de 3,60 m, qui allait devenir le CFHT, et ce site est actuellement reconnu comme un des meilleurs au monde.
Parmi diverses responsabilités scientifiques, il a été Président du Conseil des Programmes de l'Observatoire européen austral (ESO), et directeur du Département Optique et Photométrie (DOPTO) de l'Observatoire de Paris.
Gérard Wlérick a été reçu à l'Académie des sciences (section Sciences de l'Univers)  le 28 février 1977.

## Référence
- Gérard Wlérick, site de l'Académie des sciences, consulté le 25 décembre 2012